# Бадолато
Бадола̀то (на италиански: Badolato) е малко градче и община в Южна Италия, провинция Катандзаро, регион Калабрия. Разположено е на 240 m надморска височина. Населението на общината е 3157 души (към 2012 г.).